# Гербы Сахалинской области
Список гербов муниципальных образований Сахалинской области Российской Федерации.
На 1 января 2016 года в Сахалинской области насчитывалось 21 муниципальное образование — 17 городских округов, 1 муниципальный район, 2 городских поселения и 1 сельское поселение.

## Гербы городских округов
| Герб | Наименование                                                   | Дата утверждения                | Номер в ГГР |
| ---- | -------------------------------------------------------------- | ------------------------------- | ----------- |
|      | Герб городского округа «Александровск-Сахалинский район»       | 12 апреля 2010                  |             |
|      | Герб муниципального образования «Анивский городской округ»     | 5 мая 2011                      | 6918        |
|      | Герб муниципального образования городской округ «Долинский»    | 26 апреля 2002.                 | 953         |
|      | Герб муниципального образования «Корсаковский городской округ» | 29 января 2004 4 февраля 2015   | 1232        |
|      | Герб муниципального образования «Курильский городской округ»   | 30 сентября 2001 14 января 2010 | 918         |
|      | Герб муниципального образования «Макаровский городской округ»  | 26 декабря 2013                 | 10380       |
|      | Герб муниципального образования «Невельский городской округ»   | 3 марта 2000 23 ноября 2011     | 605         |
|      | Герб муниципального образования «Городской округ Ногликский»   | 8 апреля 2004                   | 1441        |
|      | Герб муниципального образования городской округ «Охинский»     | 30 января 2003 24 февраля 2011  | 1227        |

| Герб | Наименование                                                           | Дата утверждения                | Номер в ГГР |
| ---- | ---------------------------------------------------------------------- | ------------------------------- | ----------- |
|      | Герб муниципального образования Поронайский городской округ            | 12 февраля 1998 5 сентября 2006 | 278         |
|      | Герб муниципального образования Северо-Курильский городской округ      | 5 августа 2004                  | 1738        |
|      | Герб муниципального образования «Смирныховский городской округ»        | 31 мая 2004                     | 1516        |
|      | Герб муниципального образования «Томаринский городской округ»          | 30 сентября 2003                | 1340        |
|      | Герб муниципального образования «Тымовский городской округ»            | 10 сентября 2014                |             |
|      | Герб муниципального образования «Холмский городской округ»             | 10 июля 2002 28 сентября 2006   | 1009        |
|      | Герб муниципального образования «Южно-Курильский городской округ»      | 17 декабря 2001                 | 917         |
|      | Герб муниципального образования городской округ «Город Южно-Сахалинск» | 17 июля 1992                    | 2199        |

## Герб муниципального района
| Герб | Наименование                                        | Дата утверждения | Номер в ГГР |
| ---- | --------------------------------------------------- | ---------------- | ----------- |
|      | Герб муниципального образования «Углегорский район» | 19 мая 2011      | 6924        |

## Гербы упразднённых субъектов
Законом Сахалинской области от 13 июля 2012 года № 79-ЗО, муниципальные образования «Городской округ „Вахрушев“» и городской округ «Поронайский» преобразованы в муниципальное образование Поронайский городской округ.
| Герб | Наименование                                                 | Дата утверждения              | Утратил силу | Номер в ГГР |
| ---- | ------------------------------------------------------------ | ----------------------------- | ------------ | ----------- |
|      | Герб муниципального образования «Городской округ „Вахрушев“» | 5 сентября 2002 30 марта 2007 |              | 1011        |